# Nanaimo
Ne doit pas être confondu avec Nanaïmo.
Pour les articles homonymes, voir Nanaimo (homonymie).
Nanaimo est une municipalité de la Colombie-Britannique, située sur l'île de Vancouver. C'est la deuxième cité (city) en population de l'île (après Saanich).
Elle est située à 55 kilomètres à l'ouest de Vancouver et est séparée de cette dernière par le détroit de Géorgie.

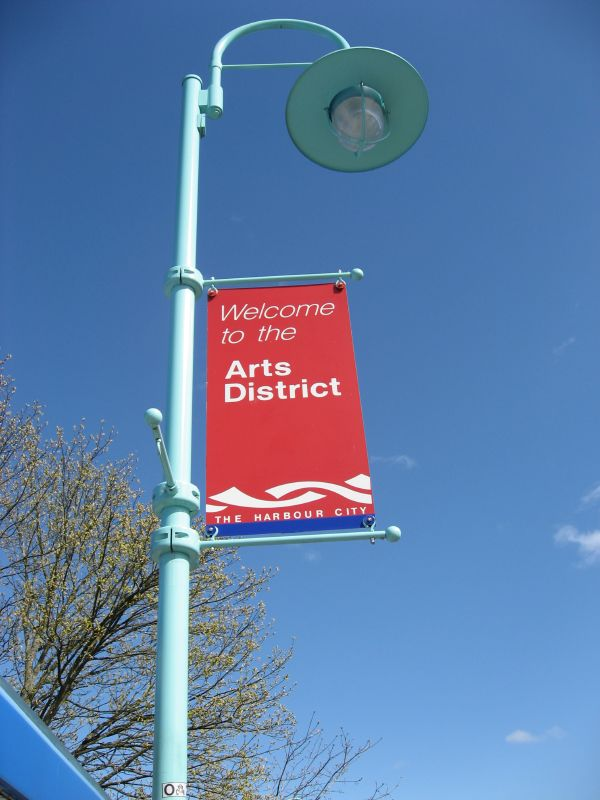
Les couleurs de la ville sur une bannière municipale.

La chanteuse et pianiste de jazz canadienne, Diana Krall, est née en cette ville.

## Histoire
Les premiers Européens à explorer la baie de Nanaimo, en 1791, sont ceux de l'expédition espagnole dirgiée par Juan Carrasco.
Tôt dans les années 1800, Nanaimo est un poste de traite, jusqu'à ce qu'en 1849, le chef de la tribu des Snuneymuxw informe la Compagnie de la Baie d'Hudson de la présence de charbon dans la région. La compagnie construit en 1853 un fort nommé Nanaimo Bastion, qui existe encore de nos jours. La localité devient alors une cité minière. 
Une explosion dans les mines de Nanaimo en 1887 tue 148 mineurs et reste alors la plus grosse explosion d'origine humaine jusqu'à celle d'Halifax en 1917.
La cité a compté successivement quatre quartiers chinois distincts. Le premier, pendant la ruée vers l'or des années 1860, était le troisième plus important de Colombie-Britannique.
En 1874, Nanaimo obtient un statut municipal et élit son premier maire, Mark Bate, en 1875,.
En 1884, à cause de tensions interraciales de plus en plus importantes liées au recrutement de briseurs de grève chinois par la compagnie houillère Dunsmuir, cette dernière va aider au déplacement du quartier chinois à l'extérieur des limites de la municipalité. En 1908, lorsque deux entrepreneurs chinois achètent des terrains sur le site et essayent de lever des loyers, la communauté chinoise établit son nouveau quartier, principalement sur Pine Street, qui est victime d'un incendie en septembre 1960. Un quatrième quartier chinois émerge pour un temps dans les années 1920 sur Machleary Street.

La Compagnie de la Baie d'Hudson joue un rôle déterminant dans l'histoire de Nanaimo.

## Démographie
| 2001   | 2006   | 2011   | 2016   |
| ------ | ------ | ------ | ------ |
| 73 000 | 78 692 | 83 810 | 90 504 |

## Géographie

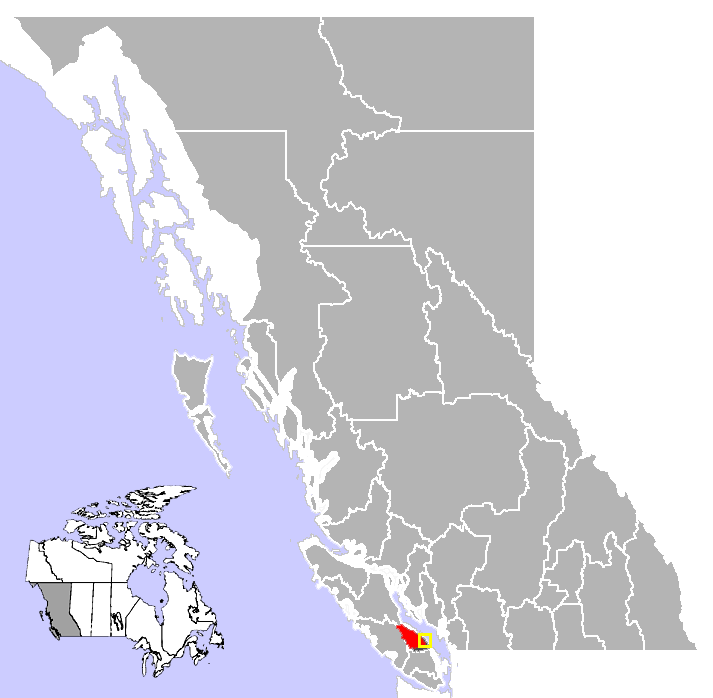
Localisation de la ville de Nanaimo sur l'Île de Vancouver.

La cité est située sur l'île de Vancouver, à 110 kilomètres au nord de Victoria et à 55 kilomètres à l'ouest de l’agglomération de Vancouver, par laquelle elle est reliée via BC Ferries.

### Climat
| Mois                                  | jan.       | fév.       | mars       | avril   | mai       | juin      | jui.      | août      | sep.      | oct.      | nov.       | déc.      | année          |
| ------------------------------------- | ---------- | ---------- | ---------- | ------- | --------- | --------- | --------- | --------- | --------- | --------- | ---------- | --------- | -------------- |
| Température minimale moyenne (°C)     | 0,1        | 0          | 1,7        | 3,9     | 7,2       | 10,3      | 12,3      | 12,1      | 8,9       | 5,2       | 1,8        | −0,2      | 5,3            |
| Température moyenne (°C)              | 3,5        | 4,3        | 6,3        | 9       | 12,5      | 15,6      | 18,1      | 18,2      | 14,9      | 9,9       | 5,6        | 3,1       | 10,1           |
| Température maximale moyenne (°C)     | 6,9        | 8,5        | 11         | 14,1    | 17,7      | 20,8      | 23,9      | 24,3      | 20,9      | 14,6      | 9,3        | 6,3       | 14,8           |
| Record de froid (°C) date du record   | −18,3 1893 | −17,2 1893 | −12,2 1951 | −5 1948 | −4,4 1949 | 0,6 1954  | 2,8 1954  | 3,3 1973  | −1,1 1947 | −6,7 1949 | −16,1 1955 | −20 1968  | −20 30/12/1968 |
| Record de chaleur (°C) date du record | 15,6 1968  | 18,3 1968  | 21,7 1994  | 27 2016 | 34,3 1983 | 40,5 2021 | 40,6 1941 | 36,7 1960 | 33,2 1988 | 29,3 1987 | 19,4 1949  | 18,2 2005 | 40,6 16/7/1941 |
| Ensoleillement (h)                    | 56,8       | 88,6       | 133,1      | 179     | 224,4     | 226,1     | 288,8     | 280       | 213,9     | 131,9     | 67         | 50,8      | 1 940,2        |
| Précipitations (mm)                   | 187,9      | 126        | 113        | 67,4    | 54,3      | 43,4      | 25,4      | 28,4      | 35,8      | 102,2     | 197,2      | 184,3     | 1 165,4        |
| dont neige (cm)                       | 21         | 10,9       | 6,2        | 0,2     | 0,1       | 0         | 0         | 0         | 0         | 1,2       | 10,7       | 18,4      | 68,7           |
| Nombre de jours avec précipitations   | 19,7       | 16         | 18,2       | 15,6    | 14,8      | 12,4      | 7,6       | 6,8       | 8,2       | 15,5      | 20,5       | 20,4      | 175,6          |
| Humidité relative (%)                 | 81,5       | 71,1       | 65,5       | 59,6    | 57,8      | 57        | 52,7      | 52,1      | 56,2      | 68,5      | 78,4       | 83,2      | 65,3           |
| Nombre de jours avec neige            | 3,1        | 2,3        | 1          | 0       | 0,1       | 0         | 0         | 0         | 0         | 0,1       | 1,2        | 3,2       | 11             |

| Diagramme climatique                                  |         |          |             |             |              |              |              |             |              |             |              |
| J                                                     | F       | M        | A           | M           | J            | J            | A            | S           | O            | N           | D            |
| 6,90,1187,9                                           | 8,50126 | 111,7113 | 14,13,967,4 | 17,77,254,3 | 20,810,343,4 | 23,912,325,4 | 24,312,128,4 | 20,98,935,8 | 14,65,2102,2 | 9,31,8197,2 | 6,3−0,2184,3 |
| Moyennes : • Temp. maxi et mini °C • Précipitation mm |         |          |             |             |              |              |              |             |              |             |              |

## Politique et administration

### Administration municipale
Nanaimo est administré par un maire et un conseil municipal de huit membres, élus pour quatre ans. Une élection partielle peut-être organisée afin de pourvoir un siège vacant.
Le maire est Leonard Krog (en), depuis 2018,. Pour le mandat 2022-2026, les membres du conseil municipal sont Sheryl Armstrong, Tyler Brown, Hilary Eastmure, Ben Geselbracht, Erin Hemmens, Paul Manly, Janice Perrino et Ian Thorpe.

### Représentation fédérale
La ville de Nanaimo est comprise dans la seule circonscription électorale fédérale de Nanaimo—Ladysmith,. Depuis 2021, la ville est représentée au Parlement du Canada par la députée Lisa Marie Barron. 

### Représentation provinciale
La ville est intégrée à deux circonscriptions électorales provinciales, Nanaimo et Nanaimo-North Cowichan,. Les députés à l'Assemblée législative de la Colombie-Britannique sont Sheila Malcolmson (en), depuis 2019 pour Nanaino, et Doug Routley (en), depuis 2015 pour Nanaimo-North Cowichan,.

## Religion

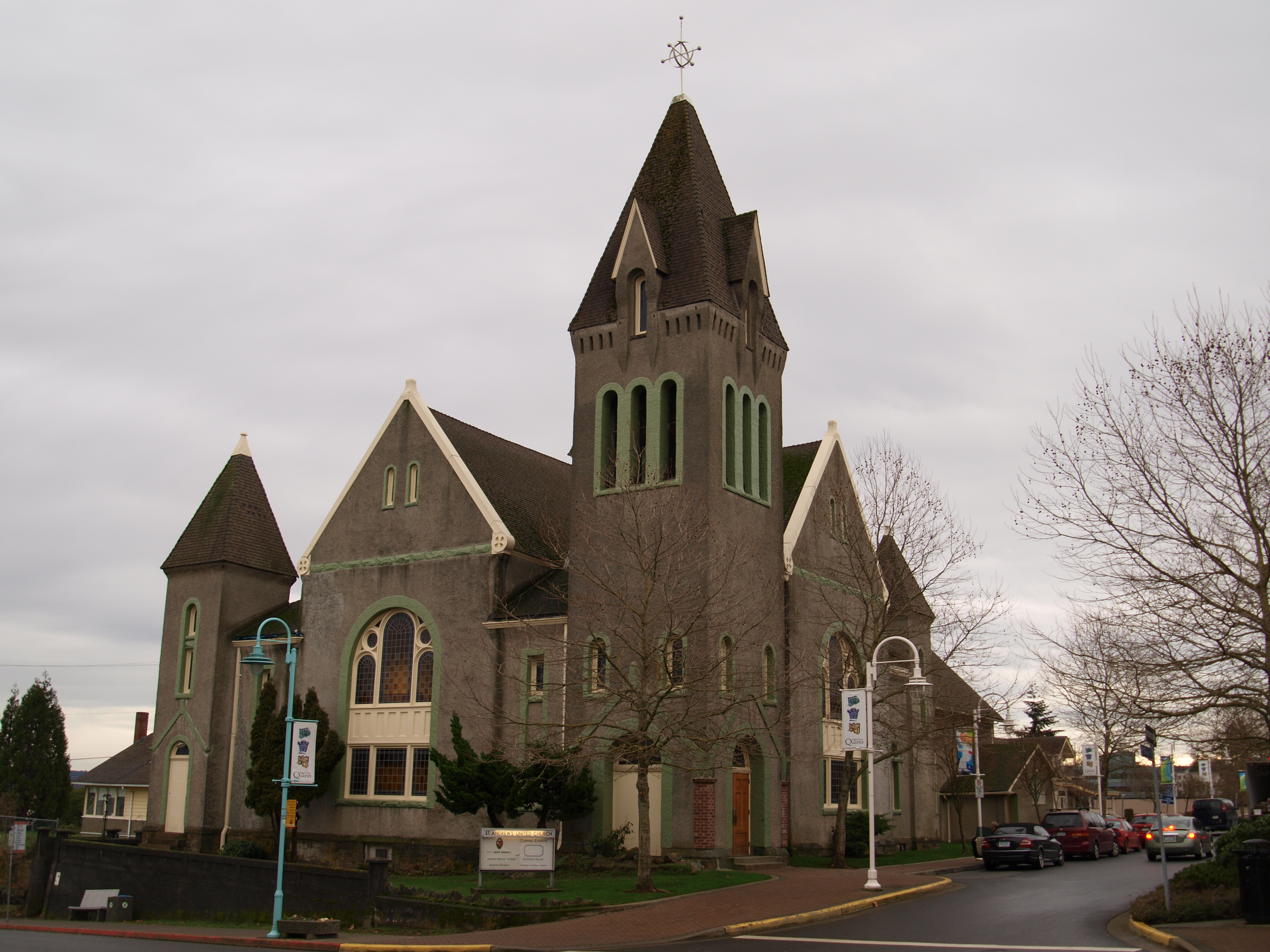
L'Église unie St- Andrew située à Nanaimo est d’appartenance chrétienne.

La ville de Nanaimo compte 44,35 % de chrétiens. La population de la ville se déclarant sans affiliation religieuse se chiffre à 52,01 %. La religion sikh est également un pôle d’influence au sein de la population de Nanaimo : 1,03 % de la population se déclare d’appartenance sikh. Le bouddhisme est également une religion présente à Nanaimo avec 0,69 % de la population de la ville.
Les catholiques de Nanaimo relèvent du Diocèse de Victoria tandis que les protestants anglican de la ville relèvent pour leurs parts du Diocèse anglican de Colombie-Britannique.

## Langue
Selon Statistique Canada, en 2016, on dénombrait 88 455 anglophones et 1 075 francophones de langue maternelle dans la ville de Nanaimo. Les francophones de la ville sont représentés par l'Association des francophones de Nanaimo.

## Économie
La principale force de l'économie était l'industrie du charbon, supplantée dans les années 1960 par l'industrie forestière.
L'industrie du tourisme contribue également grandement à l'économie locale.
Les citoyens de Nanaimo sont également capable d'autonomie via l'entreprise locale, assistés par le bureau municipal de Nanaimo Economic Development Corporation.
De son côté, la Chambre de commerce du Grand Nanaimo s'emploie à améliorer la qualité de vie de la communauté locale en offrant aux entreprises des possibilités de réussir. La chambre travaille afin d'assurer une base économique saine et une structure socio-économique positive au profit des entreprises et des résidents de la région de Nanaimo.

## Attraits touristiques

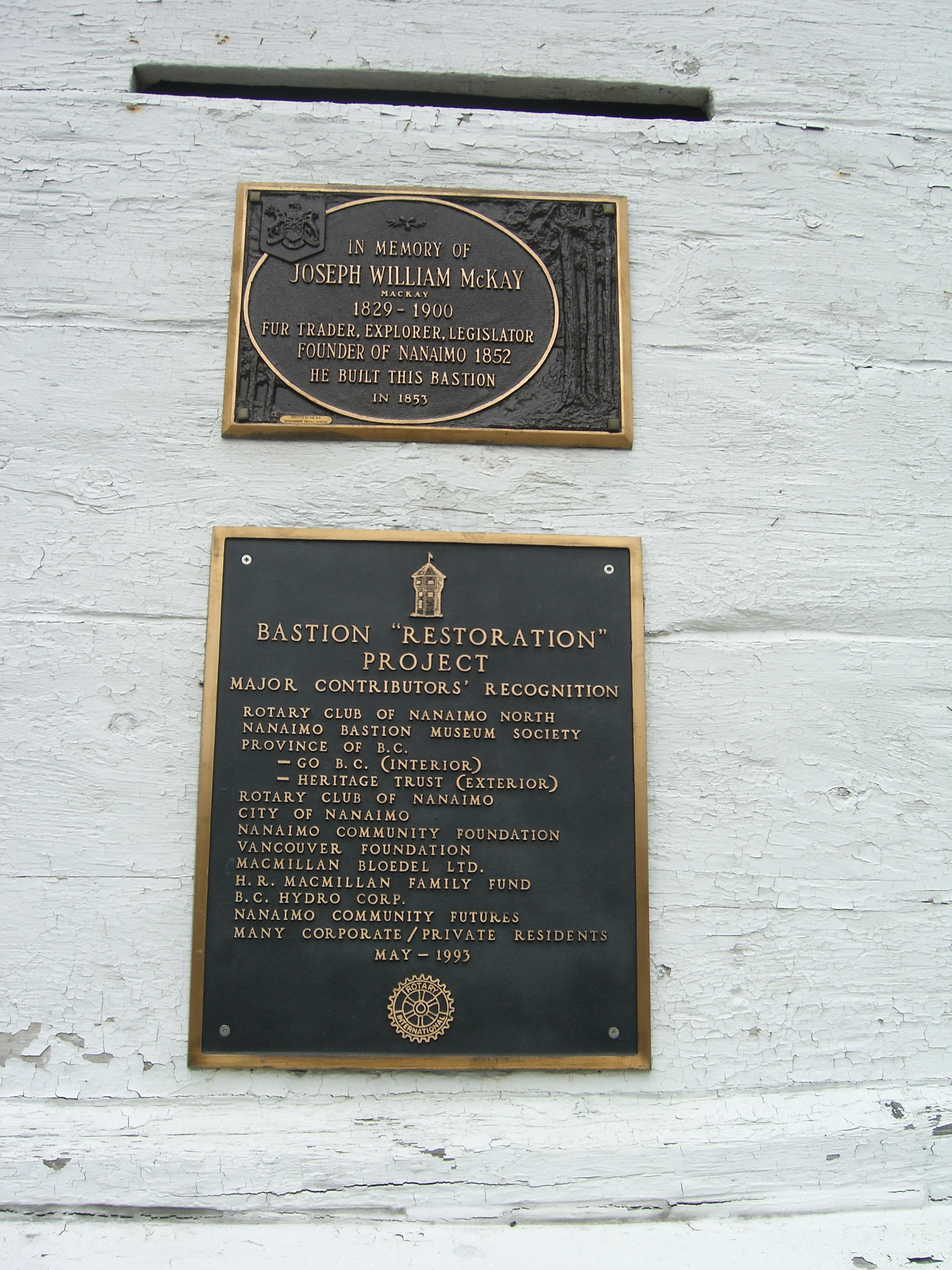
Le fort Nanaimo Bastion.

- Nanaimo Bastion[11]
- Pioneer Square Park[43]
- Nanaimo Court House[44]

## Jumelage
La municipalité de Nanaimo est jumelée avec celle d'Iwatsuki-ku, Saitama, au Japon.

## Personnalités
Nanaimo est reconnu pour être le lieu d'origine de plusieurs personnalités artistiques :
- Diana Krall[46]
- Jodelle Ferland[47]
- Mary Wagner[48]
- Justin Chatwin[49]
- John DeSantis[50]
- Anne Cameron
- Sarah Grey
- Sandy Sidhu
- Allison Crowe
- John McMillan[51]
- Seth Lochhead[52]

## Sport

Les Clippers de Nanaimo.

### Équipes de sport disparues
- Islanders de Nanaimo de la Ligue de hockey de l'Ouest ont joué au hockey sur glace dans la cité de Nanaimo pendant une saison. Ils finirent cinquième de leur division et ne se qualifièrent pas pour les séries éliminatoires[53].

### Équipe de sport d'aujourd'hui
- Nanaimo Buccaneers (en) (équipe junior de hockey sur glace)
- Clippers de Nanaimo (équipe de hockey sur glace de la Ligue de hockey de la Colombie-Britannique)
- Timbermen de Nanaimo (en) (club de crosse en enclos senior A)